# Juan Luis Maneiro
Juan Luis Maneiro (en latín, Ioannis Aloisii Maneiro) (2 o 22 de febrero de 1744-16 de noviembre de 1802) fue un clérigo jesuita novohispano, biógrafo, historiador, profesor, filósofo, teólogo, poeta,  uno de los exponentes de la ilustración en la Nueva España y uno de los autores de la Escuela Universalista Española del siglo XVIII. Después de la expulsión de los jesuitas de las Colonias españolas (1767), zarpó hacia Italia, donde redactó, en latín, biografías de ilustres jesuitas mexicanos.

## Biografía
Nació en Veracruz, Veracruz, México en el seno de una familia criolla.
Debido a las tesis regalistas de Pedro Pablo Aranda de Bolea, x conde de Aranda, quien convenció al rey de España, Carlos III de Borbón y Farnesio de ordenar la expulsión de los jesuitas de las Colonias españolas, Maneiro hubo de embarcar en la fragata Jupiter, junto con 24 compañeros para hacerse a la mar desde el puerto de Veracruz el 25 de octubre de 1767, y se estableció en Bolonia, excepto por un periodo en el que estuvo en Roma (1774-1783). Regresó de Bolonia a la Nueva España el 27 de agosto de 1799.
Mientras vivió en los Estados Papales, Maneiro redactó biografías (De vitis aliquot Mexicanorum, aliorumque qui sive virtute sive litteris Mexici imprimis floruerunt [3 vols., Ex Typographia Laelii a Vulpe, Bologna, 1791], De la vida de algunos mexicanos, y de otros que florecieron principalmente a través de la virtud o la literatura en México) de algunos de sus colegas jesuitas, incluyendo Francisco Javier Clavijero y José Rafael Campoy, en latín, así como poemas en español.
Le fueron conferidas las órdenes sacerdotales en Bolonia, el 2 de febrero de 1769.
Maneiro falleció en la Ciudad de México, el 16 de noviembre de 1802.